# Garrick (Saskatchewan)
Garrick je samota v Kanadě, ve Středovýchodním Saskatchewanu. Leží ve venkovské municipalitě Torch River No. 488, v kulturní krajině na hranici souvislého severského lesa a zemědělské krajiny. Je na seznamu pojmenovaných míst podle kanadského statistického úřadu Statistics Canada. Podle kanadského sčítání lidu v roce 2006 má 30 obyvatel. Nachází se u silnice Highway 55, východně od Prince Albertu.